# Кардинал-протоепископ
Кардина́л-протоепископ — кардинал-епископ, который долгое время принадлежит к Коллегии кардиналов. Если несколько кардиналов-епископов были назначены кардиналами на одной и той же консистории, первый епископ по порядку списка назначения является протоепископом. На протяжении веков кардинал-протоепископ сохранял за собой должность декана коллегии кардиналов, которая с 1965 года стала выборной должностью кардиналов-епископов. Таким образом, сегодня кардинал-протоепископ и кардинал-декан могут выполнять две разные роли.
С 4 сентября 2019 года кардинал-протоепископ — Фрэнсис Аринзе, кардинал-епископ Веллетри-Сеньи, который был возведён в кардиналы Папой Иоанном Павлом II на консистории 20 мая 1985 года.

## Список кардиналов-протоепископов
- Эжен Тиссеран — (26 февраля 1965 — 21 февраля 1972);
- Фернандо Ченто — (21 февраля 1972 — 13 января 1973);
- Амлето Джованни Чиконьяни — (13 января — 17 декабря 1973);
- Карло Конфалоньери — (17 декабря 1973 — 1 августа 1986);
- Агнелу Росси — (1 августа 1986 — 21 мая 1995);
- Паоло Бертоли — (21 мая 1995 — 8 ноября 2001);
- Бернарден Гантен — (8 ноября 2001 — 13 мая 2008);
- Роже Эчегарай — (13 мая 2008 — 4 сентября 2019);
- Фрэнсис Аринзе — (4 сентября 2019 — по настоящее время).